# Festival des 3 Continents 2009
Le Festival des 3 Continents 2009, 31e édition du festival, s'est déroulé du 24 novembre 2009 au 1er décembre 2009.

## Jury
- Barmak Akram : réalisateur afghan
- Paz Fabrega : réalisatrice costa ricaine
- Bouchra Khalili : artiste marocaine
- Catherine Ruelle : critique français
- Guillaume de Seille : producteur français
- Daniel Taye Worku : réalisateur éthiopien

## Sélection

### En compétition[1]
| Titre                                | Réalisation      | Pays          |
| ------------------------------------ | ---------------- | ------------- |
| Todos Mienten                        | Matías Piñeiro   | Argentine     |
| Accident (意外, Yì Wài)              | Soi Cheang       | Hong Kong     |
| Sur la route (The search)            | Pema Tseden      | Chine - Tibet |
| Treeless Mountain (나무없는 산)      | Kim So-yong      | Corée du Sud  |
| Bandhobi (반두비)                    | Shin Dong-il     | Corée du Sud  |
| Femmes du Caire (Ehky ya Schahrazad) | Yousry Nasrallah | Égypte        |
| Bassidji                             | Mehran Tamadon   | Iran          |
| Blind Ping Who Wants To Fly          | Edwin            | Indonésie     |
| Après la fin                         | Anat Even        | Israël        |
| Sex is no Laughing Matter            | Nami Iguchi      | Japon         |
| Call if you Need me                  | James Lee        | Malaisie      |
| Vertiges (Chơi vơi)                  | Bùi Thạc Chuyên  | Viêt Nam      |

### Autres programmations[2]
- Hommage à Kiyoshi Kurosawa
- Cinéma muet d'Asie Centrale
- Cinéma de la Corne de l'Afrique

## Palmarès[3]
- Montgolfière d'or : Bandhobi de Shin Dong-il
- Montgolfière d'argent : Blind Ping Who Wants To Fly de Edwin
- Prix du Jury Jeune : Blind Ping Who Wants To Fly de Edwin
- Prix du public : Femmes du Caire de Yousry Nasrallah